# 京阪300型電車 (2代)
300型は、かつて京阪電気鉄道が所有していた電車（路面電車車両）の1形式。京都府・滋賀県に跨る京津線の優等列車に使用されていた。

## 概要
1957年に導入された260型以降、京阪大津線（京津線、石山坂本線）では車両の近代化が促進されていた。その一環として京津線の急行・準急用に1965年に導入されたのが300型である。
車体は260型3次車（274 - 279）と同様の全長14.9 m級、両側2箇所の乗降扉（両開き）、前面は貫通扉付きの3枚窓というデザインであったが、屋根上に設置されていた前照灯がシールドビーム2灯式に変更された他、側面の雨樋の位置が高くなり、窓下のウィンドウシルが廃止されるなど近代的な外観となった。この変更点は、1968年に製造された260型4次車（280 - 286）にも受け継がれた。運転台は片側のみに設置され、2両編成が組まれていた。
主電動機の出力は260型（45 kW）よりも強力な58 kWで、発電ブレーキ併用非常直通ブレーキ（SME）と共に急勾配が存在する京津線でも安定した性能を発揮する事が出来た。制御装置は電動カム軸制御が用いられ、保安用のデッドマン装置も搭載されていた。製造当初の集電装置はポールであったが1970年以降パンタグラフに換装され、運転台側に1基設置された。
台車や一部の主要機器は、木造電車の300型（初代）から流用された。この車両は1923年に京阪線向けに製造された、京阪電気鉄道で初めて連結運転を前提に設計された電車であり、製造当初は1000型 (初代)という形式名であったが1929年に300型（初代）に変更された経緯を持つ。10両が製造されたものの戦災により2両（304・305）が廃車となり、戦後は8両が残存したが、そのうち最初に300形（2代）に機器を供出し廃車となったのは京阪線に残存した4両（307 - 310）であった。一方、301 - 303・306の4両は1963年に大津線へ転属し、300型（2代）登場に伴い310型（311 - 314）に番号が変更されたものの1965年に廃車となり、結果的に8両全車が同一の形式番号を有する2代目300形へと機器を供出する事になった。ただし、台車についてはブリル製台車（MCB-2）はそのまま受け継がれた一方、ボールドウィン製台車（78-25A）については300型（2代）に使用されず、ブリル製のMCB-2Xが使用された。

## 運用
1965年に最初の4両が製造された後、1967年 - 1968年に残りの4両が竣工し、2両編成4本が京津線の優等列車に用いられた。当初はマンダリンオレンジ、下半分がカーマインレッドの京阪特急色を纏っていたが、500型の登場に伴い1979年以降上半分が若草色（ライトグリーン）、下半分が青緑色（ダークグリーン）の一般色に変更された。
その後、冷房化への機運の高まりを受けて大津線初の冷房車となる600形の導入が決定し、その製造にあたり300型の車体が用いられる事になった。そのため300型は600形が竣工した同じ日付に廃車となり、最後に残った301 + 302の車体を用いた607 + 608が竣工した1984年10月22日をもって形式消滅した。ただし300型の車歴は継承されておらず、600形は全車とも「新造」扱いとなっている。

## 車歴
| 京阪300型 (2代) |                |                |              |
| 車両番号        | 竣工日         | 廃車日         | 機器流用元   |
| 301             | 1965年6月24日  | 1984年10月22日 | 307←1009     |
| 302             | 1965年6月24日  | 1984年10月22日 | 308←1007     |
| 303             | 1965年6月24日  | 1984年7月20日  | 309←1008     |
| 304             | 1965年6月24日  | 1984年7月20日  | 310←1010     |
| 305             | 1967年12月25日 | 1984年8月1日   | 313←303←1002 |
| 306             | 1967年12月25日 | 1984年8月1日   | 314←306←1005 |
| 307             | 1968年3月25日  | 1984年4月16日  | 311←301←1001 |
| 308             | 1968年3月25日  | 1984年4月16日  | 312←302←1002 |